# Kerivoula flora
Kerivoula flora — вид рукокрилих родини Лиликові (Vespertilionidae).

## Поширення
Країни поширення: Індонезія (Калімантан, Малі Зондські острови), Малайзія (Сабах, Саравак). Зустрічається в первинних лісах.

## Загрози та охорона
Вирубка лісу являє собою серйозну загрозу для цього виду. Цей вид зустрічається в охоронних районах по всьому ареалу.